# Ozero Tjernotskoje
Ozero Tjernotskoje (ryska: Озеро Черноцкое) är en korvsjö i Belarus.   Den ligger i voblasten Homels voblast, i den centrala delen av landet, 210 km söder om huvudstaden Minsk. Ozero Tjernotskoje ligger 115 meter över havet.
Omgivningarna runt Ozero Tjernotskoje är en mosaik av jordbruksmark och naturlig växtlighet. Runt Ozero Tjernotskoje är det ganska tätbefolkat, med 52 invånare per kvadratkilometer.